# 鄭用鑑
鄭用鑑（1789年—1867年），字明卿，號藻亭，又號人光，鄭崇科長子，鄭用錫堂弟。道光五年（1825年）舉拔貢第一名，為北臺首位拔元，曾主講竹塹明志書院長達三十年。

## 經歷
清道光五年（1825年），舉拔貢第一名，為北臺首位拔元，曾主講竹塹明志書院長達三十年。道光六年（1826年），循例在禮部覆試，御前殿試保和殿朝考，經取錄第七名，宅第（徵士第）位於中正路 北門街開台進士第對面。道光14年（1834年），因族兄郑用锡赴京任官，鄭用鑑接任院長。光緒十七年（1891年），光緒皇帝贈其題有「澤普瀛儒」的御筆金匾。1895年，日本首任臺灣總督樺山資紀贈鄭用鑑「學界山斗」匾額 。
臺北舉人陳維英師受業於院長鄭用鑑之門下，此後陳維英掌教臺北及宜蘭仰山書院。

## 著作
其著作有《易經易讀》三卷、《靜遠堂詩文鈔》三卷，但均因未刊而散佚。

## 外部連結
- 臺灣記憶 Taiwan Memory--國家圖書館 （页面存档备份，存于）
- 臺大哲學系臺灣哲學工作室 （页面存档备份，存于）
- 告別-- 新竹 徵士第 鄭用鑑故居 @ 時 空 旅 人 :: 隨意窩 Xuite日誌 （页面存档备份，存于）